# 囃子

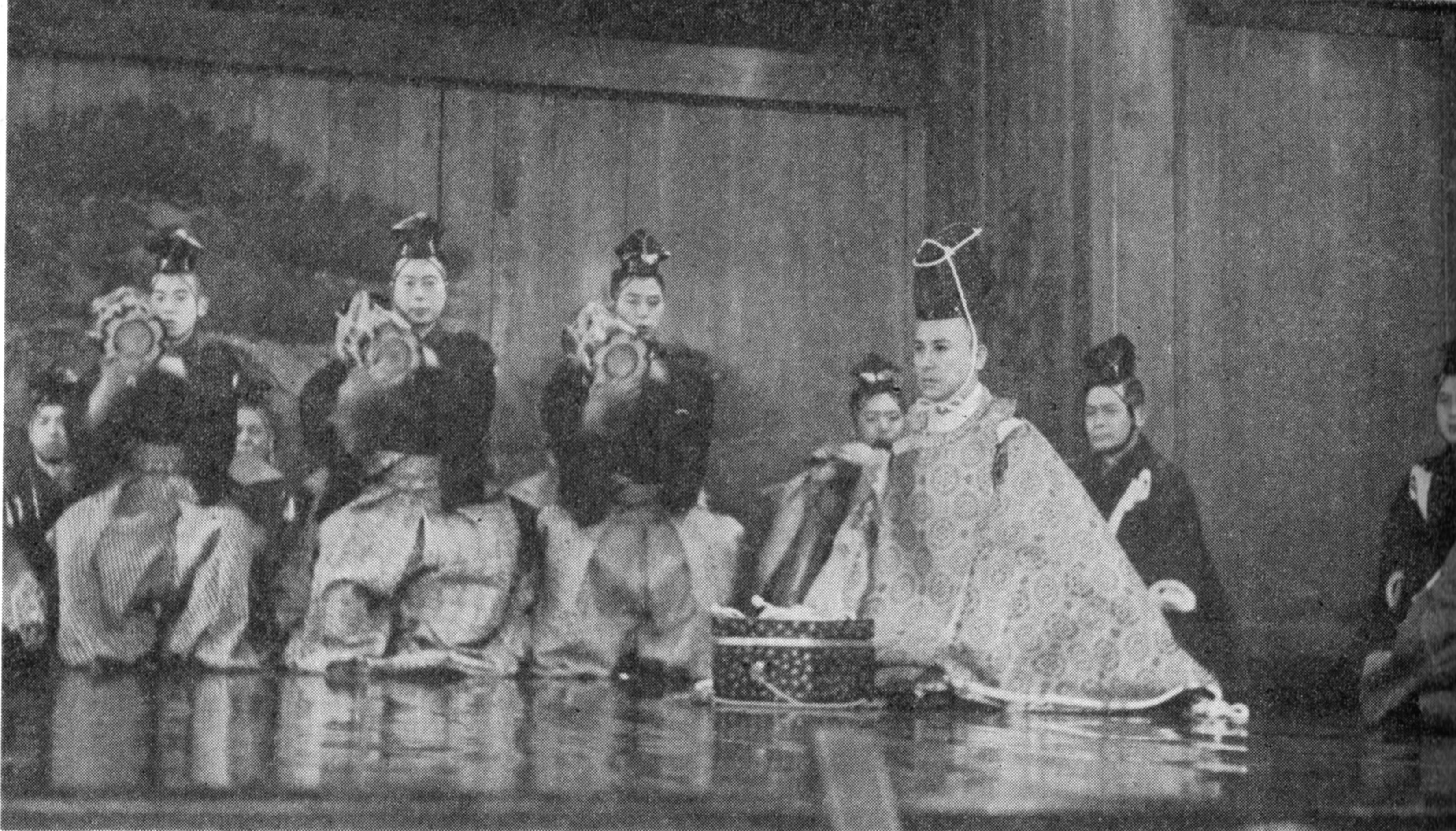
在能樂《翁》中演奏囃子的三位樂師（小鼓與笛）

囃子（日语：／ Hayashi）是日本傳統演劇和民俗藝能中，專為營造氣氛、伴奏演出而設的音樂形式與演奏者總稱。囃子常見於能樂、歌舞伎、寄席（如落語）、以及各類日本祭典中。
在能樂中，囃子方（演奏者）會坐在舞台後方，面向觀眾。他們與地謠（合唱）不同，是純粹的器樂演奏者。演奏順序與位置皆有嚴格規定：最左為打雙鼓的太鼓奏者、其次為大鼓、小鼓，最右為笛手（能管／笛）。
在歌舞伎中，囃子包括更多種類的樂器，如三味線、不同大小的太鼓、篠笛、鉦、聲響道具等。歌舞伎的囃子方通常位於舞台側幕「黒御簾」內，不直接面向觀眾，但部分劇目（如松羽目物）會模仿能樂方式，將囃子方設於舞台後方。
囃子演奏者屬於各傳統藝能家系，遵循家元制度。著名流派包括東皐派、望月流、田中流等，而長唄囃子的三味線也分屬如杵屋派、今藤派等流派。
在寄席表演中，囃子用於演員上場（出囃子）或中場插奏（はめもの），以三味線與打擊樂為主。在祭典中，則由表演者使用笛、太鼓、鉦等組成祭囃子演奏隊伍，為神輿、山車或舞蹈活動增添熱鬧氣氛。

## 分類
囃子根據應用場景與功能，可區分為以下幾類：

### 能樂囃子
能樂中囃子的樂器編制稱為「四拍子」：能管、小鼓、大鼓、太鼓。形式包括：
- 素囃子：純器樂演奏；
- 舞囃子：搭配主角舞蹈演奏；
- 居囃子：靜坐演奏部分樂段；
- 番囃子：簡化完整曲目的演奏版本。

登場與退場時亦有特定的囃子節奏，如「出端」「一声」「来序」等。

### 歌舞伎囃子
源自能樂囃子，增加了三味線與多樣打擊樂器。可分為：
- 陰囃子（黒御簾囃子）：舞台側幕中演奏；
- 出囃子：演員登場或舞蹈時使用；
- 儀禮囃子：如「着到」「打出」等劇場習俗音樂。

### 寄席囃子
用於落語、講談、漫才等舞台，配合演者上下場或故事情節。多使用三味線、小鼓、太鼓、鉦等，部分曲目來自歌舞伎下座音樂。

### 祭囃子
傳統祭典中演奏的囃子，依地區與節慶習俗而異。常見形式包括：
- 神樂囃子：如里神樂、湯立神樂等。
- 道中囃子：神輿巡行或山車移動時演奏。
- 屋台囃子：山車上設置演奏者。
- 踊囃子：配合盆踊等舞蹈。
- 田樂・風流囃子：農事儀禮時使用。

著名例子包括：
- 神田囃子（東京都）— 五人囃子構成，節奏明快。[5]
- 祇園囃子（京都府）— 著名的「コンチキチン」鉦音，搭配笛與太鼓。[6]
- 花輪囃子（秋田縣）— 使用三味線，曲調華麗，列為重要無形民俗文化財。[7]

## 流行文化
2025年播放的日本動畫《膽大黨》第18話中，登場了一支名為「HAYASii」的虛構視覺系搖滾樂團，以極具震撼力的現場演奏形式進行「除靈儀式」，劇中稱之為「囃子」。該劇情不僅將傳統的「囃子」概念重新詮釋為音樂驅魔的儀式工具，還融合了現代搖滾與視覺系音樂文化的美學與聲響設計，引起廣泛討論與關注。
該集插入曲《Hunting Soul》由谷山紀章（GRANRODEO主唱）演唱，並由永井聖一作曲、牛尾憲輔製作。觀眾普遍認為歌曲風格與日本傳奇搖滾樂團X JAPAN的《紅》極為相似，引發原團長YOSHIKI的注意與回應。YOSHIKI表示未事先收到通知，並在社群媒體上表示「雖然覺得有趣，但有律師主動聯絡，提醒可能涉及著作權問題」。
雖然初期引起部分爭議，但後續YOSHIKI本人也公開表示理解，並認同這是對X JAPAN的「愛與致敬」。這場「視覺系囃子騷動」也引起文化評論界的關注，日本記者松本淳指出，《膽大黨》這類作品中的音樂引用往往處於「致敬」與「戲仿」間的灰色地帶。雖然日本尚無類似美國的「合理使用」條款，但動漫、同人、Cosplay等次文化長期以來多依賴權利人「默認」的態度維繫，反映出當代日本創作文化的包容性與矛盾性。

## 外部連結
- . ジャパンナレッジ. NetAdvance Inc.   [2025-08-13].
- . 刀剣ワールド. 東建コーポレーション.   [2025-08-13].
- . 日本文化いろは事典. シナジーマーケティング株式会社.   [2025-08-13].
- . コトバンク. DIGITALIO.   [2025-08-13].
- . ArtWiki. 立命館大学アート・リサーチセンター.   [2025-08-13].